# نهر الأبلة
نهر الأبله أو نهر أم الفلوس هو أحد أنهار العراق القصيرة الذي يقع في محافظة البصرة جنوب العراق، بعض الوثائق تذكر أن النهر اختط بزمن العثمانيون ولكن عند الرجوع للوثائق الأقدم تبيّن بأن هذا النهر كان موجودا أصلا ولكن بشكل مسطح مائي وفي العهد العثماني احتفر ووسع، النهر قديم وعند دخول المسلمين الأوائل أعادوا تهيئته وهذا النهر هو نهر الأبله القديم والميناء البصري الثاني بعد ميناء خارك مدينة الإسكندر المقدوني في البصرة، نهر الأبله هذا كان رأس الميناء وكان زاخراً بالعمل والتجارة وتبادل المعارف.